# Assembleia de Deus no Japão

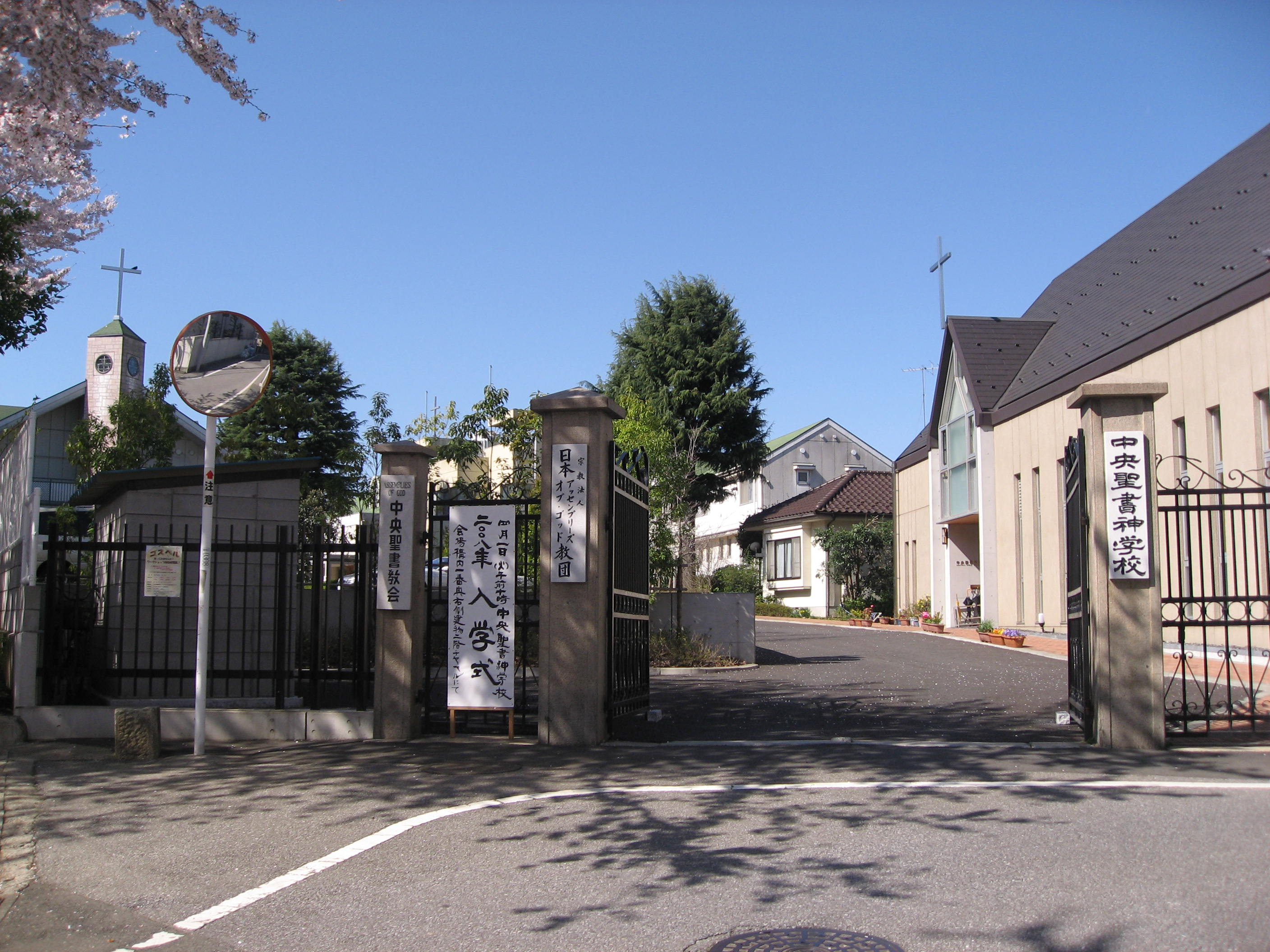
Portão frontal da Assembleia de Deus do Japão

A Assembleia de Deus do Japão (japonês:日本アッセンブリ－ズ・オブ・ゴッド教団) é uma igreja pentecostal japonesa que foi estabelecida pelos missionários Carl e Frederike Juergensen em 1913. Ela também é um membro da Associação Evangélica do Japão.

## Cronologia
- Em 1901, durante um estudo bíblico um grupo de americanos receberam o batismo no Espírito Santo.
- Em 1913, os missionários Carl e Frederike Juergensen chegaram no Japão e começaram a evangelizar a população.
- Em 1914, a Assembleia de Deus nos Estados Unidos foi formada.
- Sob pressão do governo japonês na época da guerra, se juntou à Igreja Unida de Cristo no Japão.
- Em 1949, houve a refundação e a organização do Conselho Geral das Assembleias de Deus do Japão.
- Em 1988, se afiliou à Associação Evangélica do Japão.